# شان گالاگر
شان گالاگر (به انگلیسی: Shaun Gallagher)، فیلسوف آمریکایی است که به خاطر فعالیتش در زمینه درک تجسمی، شناخت اجتماعی، عاملیت و فلسفه آسیب‌شناسی روانی شناخته‌شده‌است. او از سال 2011، دارای کرسی عالی فلسفه در دانشگاه ممفیس بوده و جایزه پژوهشی آنلیز مایر توسط بنیاد هومبولت (2012-2018) را دریافت کرده‌است. وی از سال 2014 به‌عنوان استادیار دانشگاه ولونگونگ در استرالیا مشغول به کار است. گالاگر در کالج کبل آکسفورد، دانشگاه هومبولت، برلین، دانشگاه روهر، بوخوم، آرشیو هوسرل، مدرسه عالی لیون، دانشگاه کپنهاگ و واحد شناخت و علوم مغز دانشگاه کمبریج مناصبی داشته‌است. او به‌خاطر یادداشت‌های فلسفی‌اش شهرت دارد.

## حرفه
گالاگر دکترای خود را در فلسفه از کالج برین ماور دریافت کرده‌است. او فلسفه را در دانشگاه ویلانوا، و اقتصاد را در دانشگاه ایالتی نیویورک-بوفالو تحصیل کرده‌است.
گالاگر نویسنده چندین کتاب، از جمله «کنش و تعامل» (۲۰۲۰)، «مداخلات کنش‌گرا: بازاندیشی ذهن» (۲۰۱۷)، «چگونه بدن ذهن را شکل می‌دهد» (۲۰۰۵)، «پدیدارشناسی» (۲۰۱۲)، «هرمنوتیک و آموزش» (۱۹۹۲)، «بی‌نظمی زمان» (۱۹۹۸)، «طوفان فکری» (۲۰۰۸)، «ذهن پدیدارشناختی» (۲۰۰۸؛ ویرایش دوم، ۲۰۱۲، ویرایش سوم ۲۰۲۱) (با دن زهاوی)، «نوروپدیدارشناسی هیبت و شگفتی» (۲۰۱۵)، (با چند نویسنده مشترک) است. او همچنین ویراستار «کتاب راهنمای خودآموز آکسفورد» (۲۰۱۱)، ویراستار «کتاب راهنمای شناخت آکسفورد» (۲۰۱۸) و سردبیر چندین مجلد دیگر است. او یکی از ویراستاران و در حال حاضر سردبیر مشترک مجله پدیدارشناسی و علوم شناختی است.

## کتابشناسی - فهرست آثار
- اجرا/هنر: سخنرانی‌های ونیز (میلان: Mimesis Mimesis International Edizioni، ۲۰۲۱)
- کنش و تعامل (آکسفورد: انتشارات دانشگاه آکسفورد، ۲۰۲۰)
- راهنمای آکسفورد 4E-Cognition (ویرایش با ای. نیون، ال. دوبروین (آکسفورد: دانشگاه آکسفورد انتشارات دانشگاه آکسفورد، ۲۰۱۸)
- مداخلات کنش‌گرا: بازاندیشی ذهن (آکسفورد: انتشارات دانشگاه آکسفورد، ۲۰۱۷)
- پدیدارشناسی (لندن: پالگریو مک‌میلن، ۲۰۱۲)
- کتاب راهنمای خویش آکسفورد (انتشارات دانشگاه آکسفورد، ۲۰۱۱)
- راهنمای پدیدارشناسی و علوم شناختی. ویرایش مشترک با دی. اشمایکینگ (برلین: انتشارات اسپرینگر، ۲۰۱۰)
- ذهن پدیدارشناسانه (روتلج، ۲۰۰۸). چاپ دوم (۲۰۱۲); چاپ سوم (۲۰۲۱)، با همکاری دن زهاوی. ترجمه‌ها: مجارستانی (۲۰۰۸); ایتالیایی (۲۰۰۹); دانمارکی (۲۰۱۰); ژاپنی (۲۰۱۱); کره‌ای (۲۰۱۳); اسپانیایی (۲۰۱۳); لهستانی (۲۰۱۵); عربی (۲۰۱۶).
- طوفان فکری: دیدگاه‌ها و مصاحبه‌ها در ذهن (اکستر، بریتانیا: چاپ آکادمیک، ۲۰۰۸)
- آیا آگاهی باعث رفتار می‌شود؟ تحقیق در مورد ماهیت اراده. ویرایش مشترک با دبلیو. بنکس و اس. پاکت (کمبریج، انتشارات ام‌آی‌تی، ۲۰۰۶)
- چگونه بدن ذهن را شکل می‌دهد (انتشارات دانشگاه آکسفورد، ۲۰۰۵)
- بدبینی و تغییر: رویکردهای میان‌رشته‌ای به بین‌الاذهانی. ویرایش مشترک با اس. واتسون (روئن: انتشارات دانشگاه روئن، ۲۰۰۴)
- مدل‌های خود. ویرایش مشترک با جی. شر (اکستر، بریتانیا: چاپ دانشگاهی، ۱۹۹۹)
- بی‌نظمی زمان (انتشارات دانشگاه نورث‌وسترن، ۱۹۹۸)
- هگل، تاریخ و تفسیر. سردبیر (آلبنی: انتشارات دانشگاه ایالتی نیویورک، ۱۹۹۷)
- مرلوپونتی، هرمنوتیک و پست‌مدرنیسم. ویرایش مشترک با تیو بوش. (آلبانی: انتشارات دانشگاه ایالتی نیویورک، ۱۹۹۲)
- هرمنوتیک و آموزش (انتشارات دانشگاه ایالتی نیویورک؛ ۱۹۹۲)؛ ترجمه چینی (۲۰۰۹)